# Tabula Smaragdina

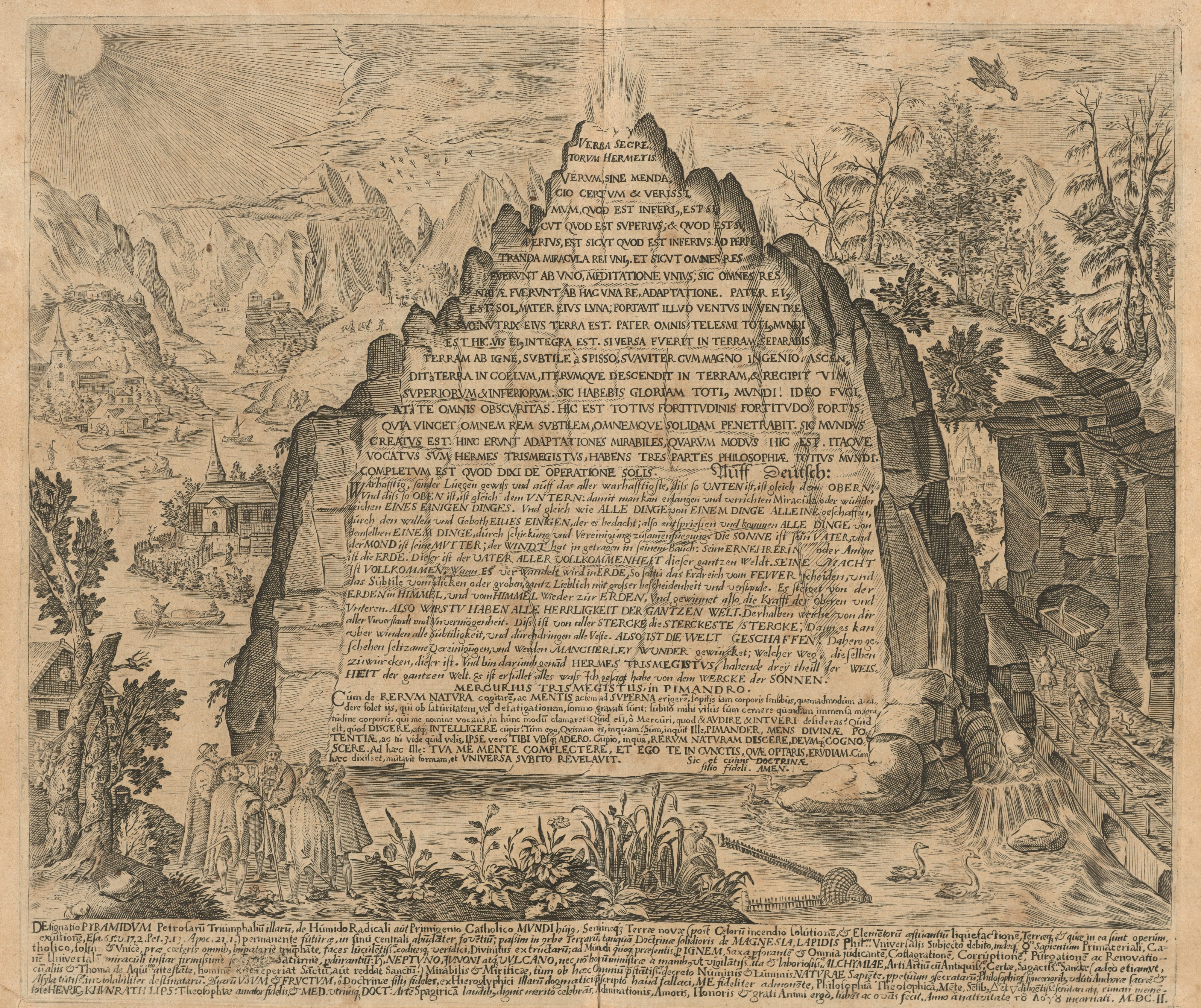
En återgivning av den latinska versionen Tabula Smaragdina ristad i sten, 1609.

Tabula Smaragdina är en hermetisk text vilken antas vara skriven av Hermes Trismegistos och som är ett slags redogörelse i punktform för hur framställningen av De vises sten ska gå till. Den har haft stor betydelse för alkemin. I korthet lyder den som följer (i översättning från den latinska versionen):
Det som är nedan är såsom det som är ovan och det som är ovan är såsom det som är nedan, till utförandet av det Endas mirakel. Liksom allting har kommit från ett genom den Endes tanke, har alla ting fötts ur detta Enda genom anpassning. Dess fader är solen, dess moder är månen. Den har burit vinden i sin mage. Jorden är dess näring. Den är all världens fulländningars fader. Dess kraft är obefläckad om den varit vänd mot jorden. Du ska avskilja jorden från elden, det förtunnade från det förtätade, på ett angenämt sätt och med stort skarpsinne. Den stiger från jorden till himlen och sjunker åter till jorden och tar emot både den högre och den lägre kraften. Så ska du erhålla all världens beröm, och därför ska allt mörker fly från dig. Detta är hela kraftens starka kraft, eftersom den övervinner varje tunt ting och genomskär varje ting som är solitt. Så är världen skapad. Från detta ska de förunderliga anpassningarna komma, av vilka detta är måttet. Så har jag, Hermes Trismegistos, sagt, emedan jag har de tre delarna av världens filosofi. Det som jag har sagt om solens operation är fullständigt.